# Санд-Крик (тауншип, Миннесота)
Санд-Крик (англ. Sand Creek) — тауншип в округе Скотт, Миннесота, США. На 2000 год его население составило 1551 человек.

## География
По данным Бюро переписи населения США площадь тауншипа составляет 85,2 км², из которых 84,0 км² занимает суша, а 1,2 км² — вода (1,40 %).

## Демография
По данным переписи населения 2000 года здесь находились 1551 человек, 478 домохозяйств и 391 семья.  Плотность населения —  18,5 чел./км².  На территории тауншипа расположено 488 построек со средней плотностью 5,8 построек на один квадратный километр. Расовый состав населения: 97,16 % белых, 1,42 % афроамериканцев, 0,32 % коренных американцев, 0,06 % c Тихоокеанских островов, 0,58 % — других рас США и 0,45 % приходится на две или более других рас. Испанцы или латиноамериканцы любой расы составляли 1,10 % от популяции тауншипа.
Из 478 домохозяйств в 40,6 % воспитывались дети до 18 лет, в 75,1 % проживали супружеские пары, в 4,0 % проживали незамужние женщины и в 18,2 % домохозяйств проживали несемейные люди. 12,8 % домохозяйств состояли из одного человека, при том 4,4 % из — одиноких пожилых людей старше 65 лет. Средний размер домохозяйства — 3,01, а семьи — 3,31 человека.
27,3 % населения — младше 18 лет, 7,2 % — в возрасте от 18 до 24 лет, 32,2 % — от 25 до 44, 24,1 % — от 45 до 64, и 9,1 % — старше 65 лет. Средний возраст — 37 лет. На каждые 100 женщин приходилось 121,6 мужчин.  На каждые 100 женщин старше 18 приходилось 127,2 мужчин.
Средний годовой доход домохозяйства составлял 65 370 долларов, а средний годовой доход семьи —  67 000 долларов. Средний доход мужчин —  41 591  доллар, в то время как у женщин — 27 784. Доход на душу населения составил 23 029 долларов. За чертой бедности находились 1,2 % семей и 2,0 % всего населения тауншипа, из которых 2,0 % младше 18 и 1,8 % старше 65 лет.